# Даниел Каймакоски
Даниел Каймакоски (на македонска литературна норма: Даниел Кајмакоски) е певец и текстописец от Северна Македония. Става известен с това, че печели първия сезон на „X Factor Adria“. Той представя Македония на Евровизия 2015 във Виена, Австрия с песента „Autumn Leaves“ („Есенни листа“).

## Живот и кариера

### Ранен живот и кариера
Даниел Каймакоски е роден в град Струга, тогава в Югославия на 17 октомври 1983 г. Когато навършва седемгодишна възраст, той, се мести заедно със семейството си във Виена, Австрия. Даниел има двама братя, Далибор и Филип. Каймакоски е участвал в множество музикални конкурси, участва за първи път в такъв, когато е на 17 и достига 12 място.
През 2009 г. за първи път пее в Македония на Охридския фестивал с песента „Нежна ко принцеза“ („Нежна като принцеса“), която е композирана и написана от самия него. Участва в българското музикално реалити шоу през 2008 г. – Пей с мен.
През 2011 г. написва песента „Не се враќаш“, („Не се връщаш“) за Каролина Гочева, която става огромен хит в Република Македония.

### „X Factor Adria“
През 2013 г. участва на прослушване в първия сезон на „X Factor Adria“ с песента на Daniel Merriweather – „Red“. Печели предаването на 23 март 2014 г. Издава първия си сингъл същата година. Песента се нарича „Скопје-Београд“ и е в дует със сръбския композитор и певец Желко Йоксимович.